# 大匈牙利

奥匈帝国地圖：淺綠色是狹義的匈牙利

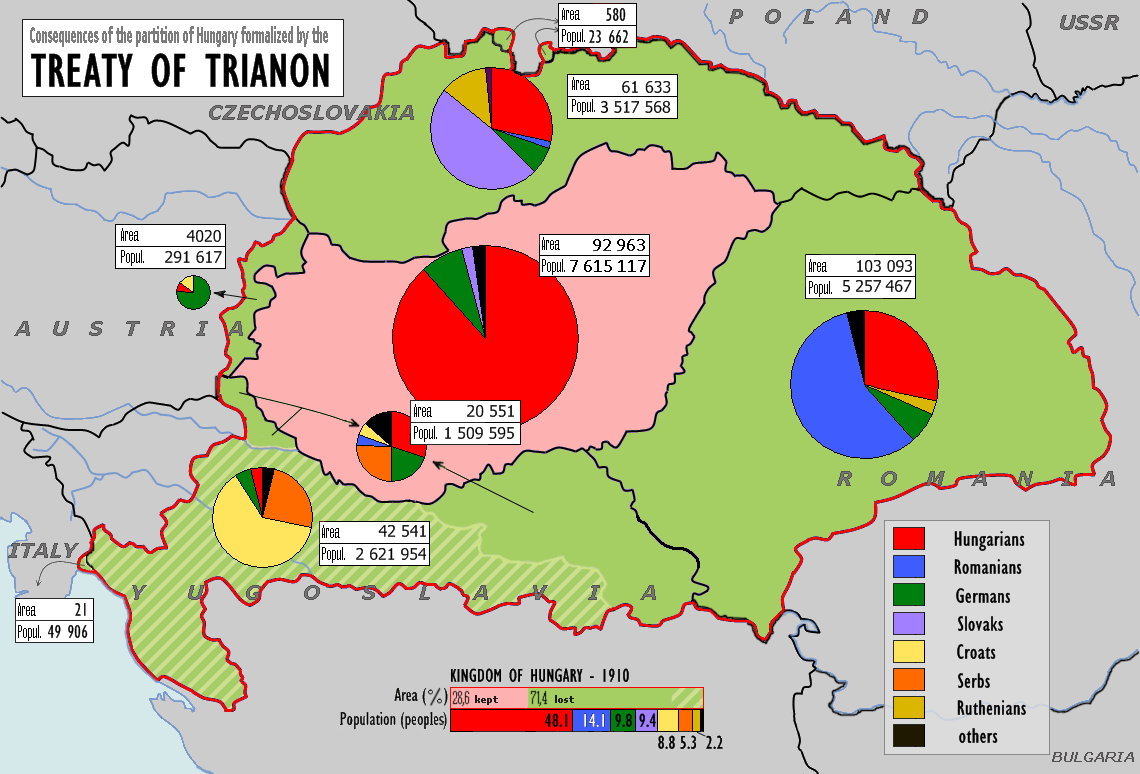
1910年匈牙利王国各地区民族构成

大匈牙利（匈牙利语：Nagy-Magyarország）是對1920年特里亞農條約之前匈牙利領土的非正式稱呼。1920年後，兩次世界大戰之間，匈牙利的官方政治目標是恢复舊有的領土。在特里亞農條約下，匈牙利失去了72%的領土和三分之二的人口，其中近300萬是匈牙利族。在外交領域上，匈牙利對修改條約的追求使得它在1920年代政治上孤立。1930年代，這項政策進入了納粹德國。
支持大匈牙利政策的論點有：周邊國家有匈牙利族佔多數的領土、有千年歷史的匈牙利王国傳統、或是為了潘諾尼亞平原地緣和經濟的整合。不過，有些匈牙利人只支持拿回匈牙利族佔多數的領土。
在轴心国的支持下，匈牙利在1938年和1940年的維也納仲裁裁決獲得前匈牙利王國中有匈牙利族的領土，並以武力在1939年得取喀爾巴阡盧森尼亞、1941年得取多民族的巴奇卡、巴兰尼亚、梅吉穆列、及普雷克穆爾基。二次世界大戰後，匈牙利的邊境又回到了特里亞農條約所定義的，除了三個額外的匈牙利的村莊被歸到捷克斯洛伐克的布拉迪斯拉发。如今所有歷史學家都用历史修正主义看待。

## 歷史

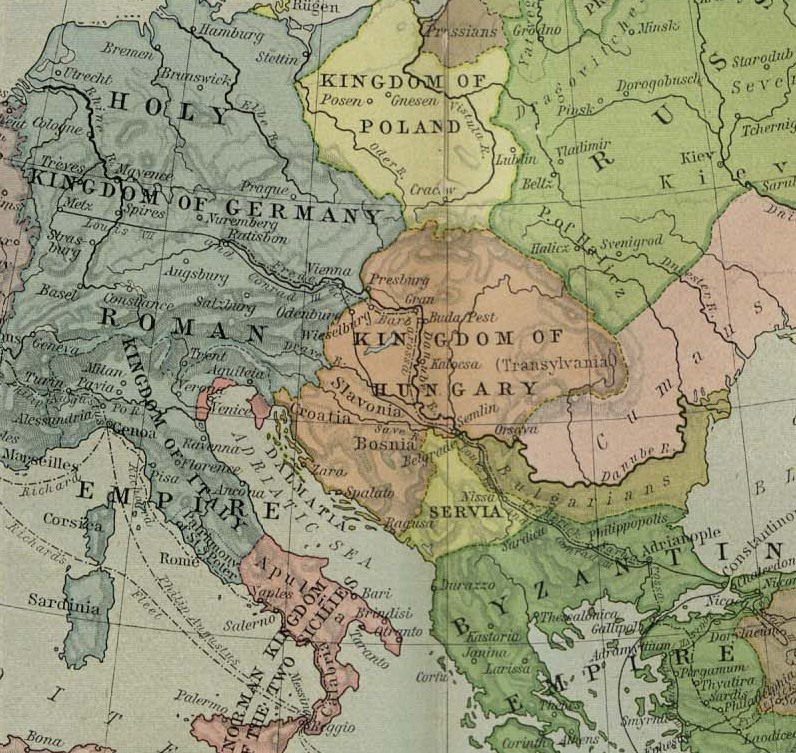
1190年左右的匈牙利（褐色）

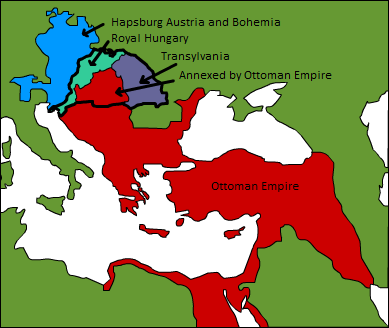
1526年後匈牙利領土的瓜分
匈牙利王国
特兰西瓦尼亚
奥斯曼帝国
哈布斯堡奧地利

獨立的匈牙利王国在1000年成立，並在中歐稱霸，直到奥斯曼帝国在1526年第一次摩哈赤战役入侵了它的中部。戰後匈牙利王國的領土被分為三部份：哈布斯堡王朝繼續統治原西部和北部的匈牙利王国、奥斯曼帝國控制原來的南部、以及宗主权屬奥斯曼帝国的東匈牙利王國（後來成為特兰西瓦尼亚公国）。1699年到1718年之間，哈布斯堡王朝自奥斯曼帝國征服回1526年失去的領土，並將其中部分領土歸於哈布斯堡統治的匈牙利。
在往後的幾個世紀裡，統治者多半保留了還算多元的社會，如15世紀的马加什一世。由於這種多元文化持續了數世紀，現在的匈牙利文化吸收了來自舊匈牙利各地的元素。除此之外，有許多被視為匈牙利文化上的重要人物是出生於1920年後或是1945年後才屬於羅馬尼亞、斯洛伐克、乌克兰、塞尔维亚、奥地利的領土內。匈牙利料理、常見的姓氏、俚語、民俗歌謠也顯示出了這種關聯。奥斯曼征服匈牙利之後，民族結構變得更多元化，因為人們開始移民到密度低的地區。1867年後，非匈牙利族的人被匈牙利化。

匈牙利王國晚期的國徽。其中包括匈牙利本身的紋章，包含屬地或前屬地的紋章，如波斯尼亚和黑塞哥维那、克罗地亚、達爾馬提亞、阜姆、斯拉沃尼亚、及特兰西瓦尼亚

1848年匈牙利革命被鎮壓後（科蘇特·拉約什領導），匈牙利王國及其國會被解散了，而匈牙利被分成五個區域：佩斯與布达、肖普朗、布拉提斯拉瓦、科希策、奧拉迪亞。這五個區域直接由維也納管理，而克羅埃西亞、斯拉沃尼亞、Serbian Vojvodina和Temeswarer Banat在1860至1849年之間是分離於匈牙利王國的。然而，這樣的中央集權統治無法持續穩定。奧地利敗於普奥战争之後，該帝國在1867年奧匈妥協下轉型成雙共主邦聯的奥匈帝国，而匈牙利有內政自主權。
匈牙利五區的分劃在1860年4月19日結束，而“Serbian Vojvodina及Temeswarer Banat”地区在1860年12月27日解散。二元帝國建立後，克羅埃西亞、斯拉沃尼亞合併為「克羅埃西亞-斯拉沃尼亞」，並在1868年11月17日與匈牙利妥協。特兰西瓦尼亚在1860年12月6日回歸匈牙利。阜姆在1870年7月28日歸於匈牙利。最後，軍事緩衝區在1872年回歸匈牙利的克羅埃西亞-斯拉沃尼亞。

1918年前的匈牙利王國各郡

接下來則是匈牙利王國內對日耳曼文化的反撲，也就是對非匈牙利族人的匈牙利化政策。最重要的舉動是提升把匈牙利语升級成官方語言（代替拉丁语和德语），但這項行動犧牲了斯拉夫语族各語言和羅馬尼亞語。有高度自主權的匈牙利政府主張匈牙利最後會成為一個民族國家，而境內所有種族——日耳曼人、犹太人、羅馬尼亞人、斯洛伐克人、卢森尼亚人、塞爾維亞人、及其他少數民族應當被同化（克羅埃西亞人某種程度上算例外，因為克羅埃西亞-斯拉沃尼亞在匈牙利王國內有充分的自治權）。居住在王國境內各處小社區的日耳曼人和猶太人接受同化比例較高，而多為鄉民的斯拉夫人和羅馬尼亞人則相對抵抗同化。
- 正面。「Tausend Kronen」 = 德語的「1000克朗」
- 反面。「Ezer korona」 = 匈牙利語的「1000克朗」

## 特里亞農條約

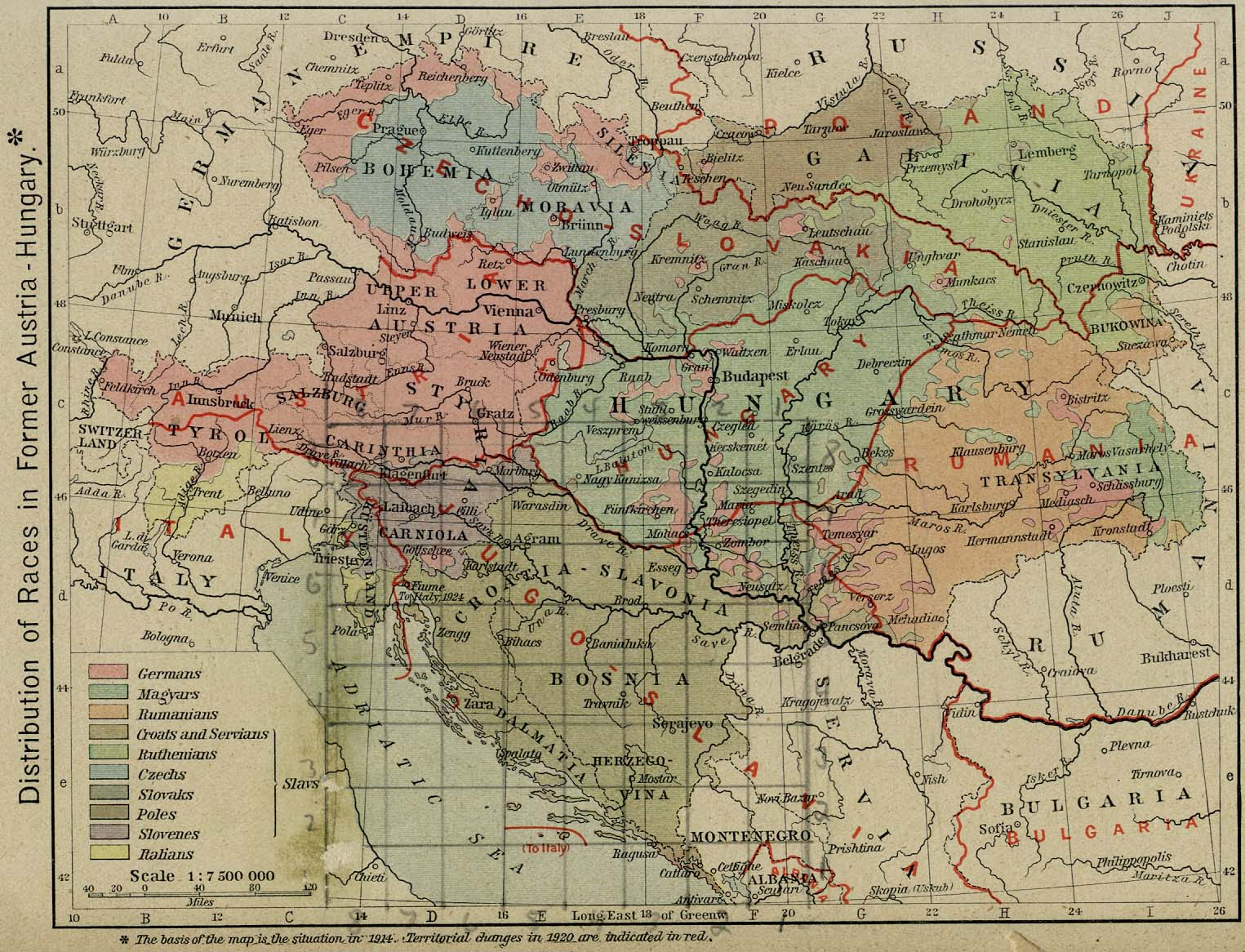
失去的土地和種族分布（深綠色是匈牙利族）

第一次世界大戰後的簽署特里亞農條約對歐洲的民族界線做的明確的定義。奥匈帝国的解散給帝國內所有的民族創造自己國家的機會（雖然新生的國家最後還是多民族）。1920年的特里亞農條約定義了新的匈牙利邊界：北邊斯洛伐克人、盧森尼亞人的區域（包含少數匈牙利族）成為新興國家捷克斯洛伐克的一部份，特蘭西瓦尼亞和大部份巴納特被羅馬尼亞吸收，而克羅埃西亞-斯拉沃尼亞及其他南部地區成為南斯拉夫的一部份。
特里亞農條約後的匈牙利人口只有前王國的一半。失去的土地中雖然總數上匈牙利族不算多數，但也算是不可忽略的少數，尤其是一些匈牙利族為多數的區域。根據Karoly Kocsis和Eszter Kocsis-Hodosi的研究，1910年各地的民族成分如下：
|              | 匈牙利族 | 德意志族 | 羅馬尼亞族 | 塞爾維亞族 | 克羅埃西亞族 | 烏克蘭族/ 魯塞尼亞族(Ruthenians) | 斯洛伐克族 | 備註                                           |
| ------------ | -------- | -------- | ---------- | ---------- | ------------ | -------------------------------- | ---------- | ---------------------------------------------- |
| 特兰西瓦尼亚 | 31.7%    | 10.5%    | 54.0%      | 0.9%       |              |                                  | 0.6%       | 大部分集中在塞凯伊地區域，該地匈牙利族為多數。 |
| 伏伊伏丁那   | 28.1%    | 21.4%    |            | 33.8%      | 6.0%         | 0.9%                             | 3.7%       |                                                |
| 外喀爾巴阡   | 30.6%    | 10.6%    |            |            |              | 54.5%                            | 1.0%       | 1.0% 斯洛伐克族和捷克族                        |
| 斯洛伐克     | 30.2%    | 6.8%     |            |            |              | 3.5%                             | 57.9%      | 匈牙利族集中在南部，是現在的多數。             |
| 布尔根兰州   | 9.0%     | 74.4%    |            |            | 15%          |                                  |            |                                                |

特里亞農條約使匈牙利族成為匈牙利新國界內的絕大多數，而匈牙利邊境之外的匈牙利族有近300萬，這使匈牙利和鄰近國家產生衝突。新國界內也有不少其他民族，最大的是德意志族，占55萬0062人（6.9%）。

## 特里亞農條約後
在制定特里亞農條約後，一個新的政治概念「匈牙利修正主義」在匈牙利內開始流行。特里亞農條約對匈牙利民族算是傷害，而匈牙利修正主義派創造了一個新的民族主義以及回復匈牙利王國舊邊界的政治目標。
這種訴求的理由通常是匈牙利之前的領土有三分之二和近三百萬的匈牙利族都落入其他國家。歷史學家通常認為特里亞農條約的目的是要懲罰德意志帝國和奥匈帝国對協約國發起戰爭，並使這兩國無法再發起另一場長時間戰爭。

## 部分達成

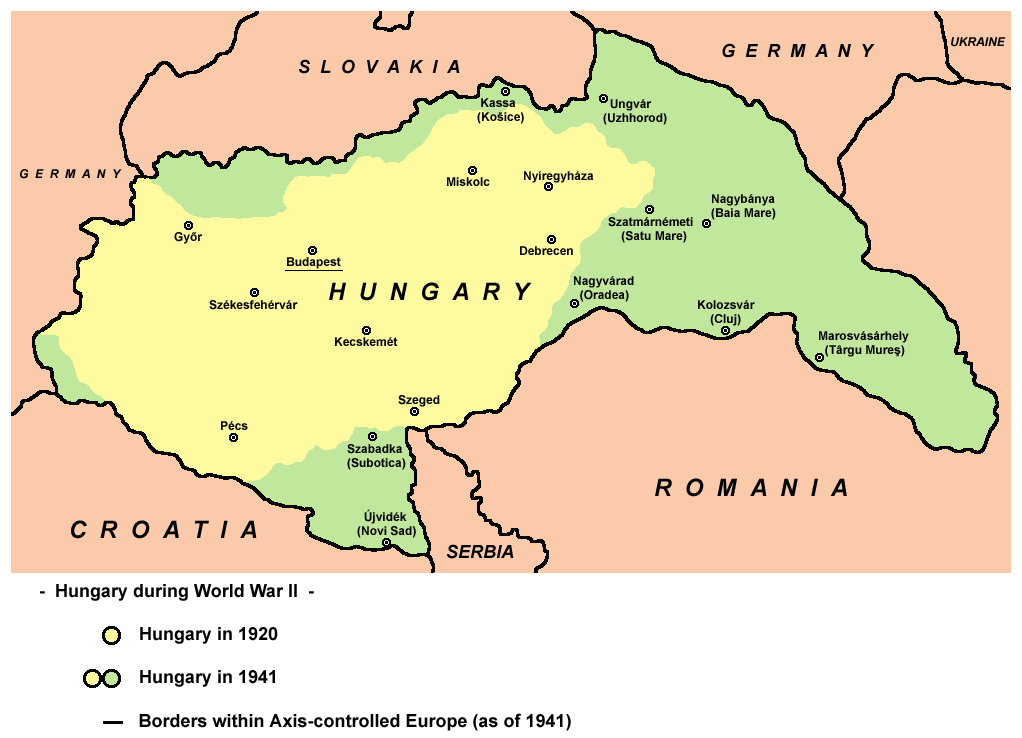
1920年和1941年的匈牙利疆域

匈牙利政府在第二次世界大戰中跟納粹德國結盟，換取回復大匈牙利邊界的保證。二戰初期，匈牙利透過1938年的慕尼黑協定、1938年和1940年兩次的維也納仲裁裁決、和1941年對南斯拉夫的軍事行動，併吞部份捷克斯洛伐克、羅馬尼亞、以及南斯拉夫，使大匈牙利部份完成這項目標。其中對南斯拉夫的軍事行動是在德軍入侵南斯拉夫一星期後進行的。根據1941年匈牙利進行的人口調查，北特兰西瓦尼亚有53.5%的匈牙利族和39.1%的羅馬尼亞族。

## 現代
今天大部份的匈牙利人反對合併周邊國家領土，但調查指出大部份匈牙利人覺得特里亞農條約是不公平的。領土修正主義組織想要回復舊的邊界，但這些組織之間的主張也是不完全一致的：有些只想要回復匈牙利族佔多數的地區，而有些人想要回復特里亞農條約之前匈牙利王国所有土地，無論當今的種族成分。
二戰後，特兰西瓦尼亚境內建立了匈牙利族自治區，而該區幾乎等同了塞凯伊人居住的區域。該區一直維持到1964年，之後羅馬尼亞的行政區重組成現在的模樣。1947年到1989年羅馬尼亞革命及尼古拉·齐奥塞斯库被槍決之間，匈牙利族被有系統地羅馬尼亞化，包括歧視性的規定，和不承認他們的民族。這個傾向在1989年之後漸漸減輕，但塞凱伊族自治的問題依然敏感。
匈牙利境內以及週邊國家的匈牙利族人大多數接受特里亞農條約邊境的政治現實，並不追求改變現狀，尤其是以武力的方式。但是世界上四分之一匈牙利族在匈牙利境外的事實讓許多匈牙利人情感上無法接受。近年來匈牙利人開始認為如果周邊國家的匈牙利族人有某種程度的文化或政治上的自治，如蒂罗尔州，這就足以維護匈牙利民族文化，而可以移除匈牙利人情感上的不安。對於周邊國家來說，這個方案的好處是自治的政府可以讓當地人感覺是他們自己的政府，進而加強他們對國家的忠誠。有一件值得注意的事，就是這些國家中經濟狀況越困難，對匈牙利族社會上、法律上的平等以及文化保護的呼聲就越高。在斯洛文尼亚和奥地利沒有人擔心匈牙利文化維護的問題。
周邊國家時常忽略了對特里亞農條約中匈牙利失去的土地的情感，以及對當今政治現實的接受，這兩者的區別，如羅馬尼亞政治人物Gheorghe Funar和斯洛伐克政治人物Ján Slota。

匈牙利領土變遷
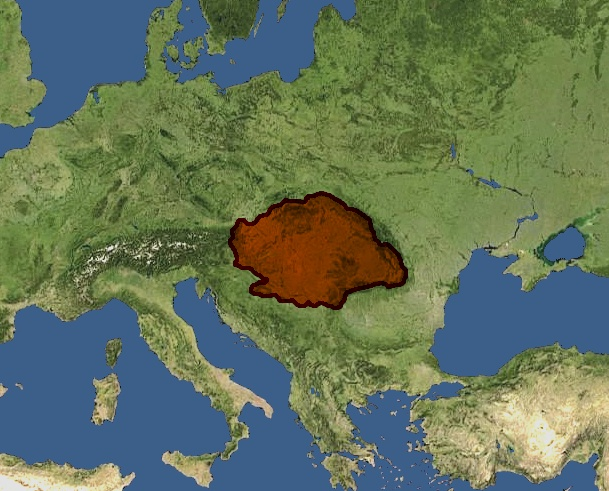
約1000年
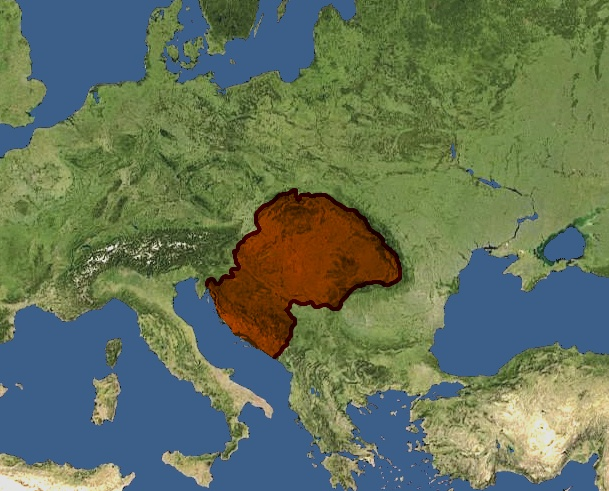
1190年
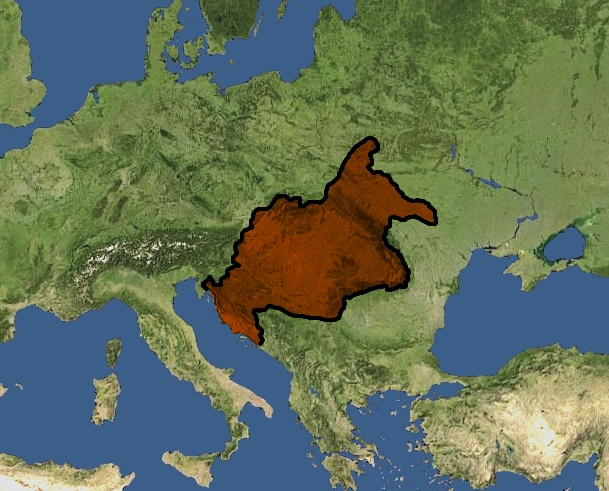
1370-1387年
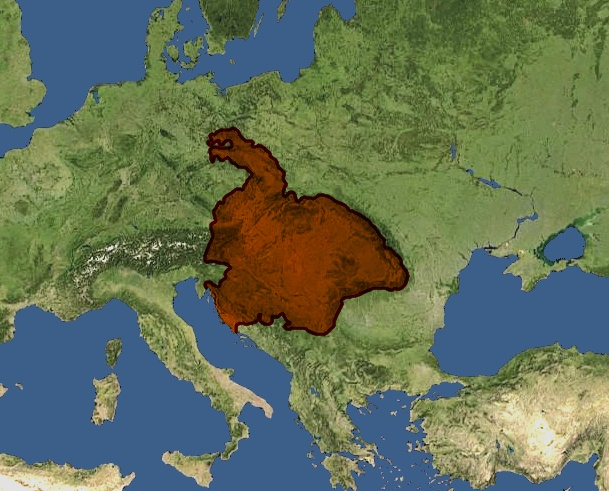
1480年
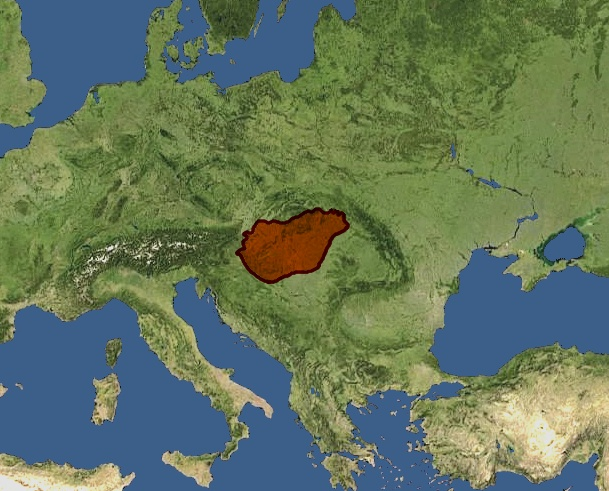
1920-1938年
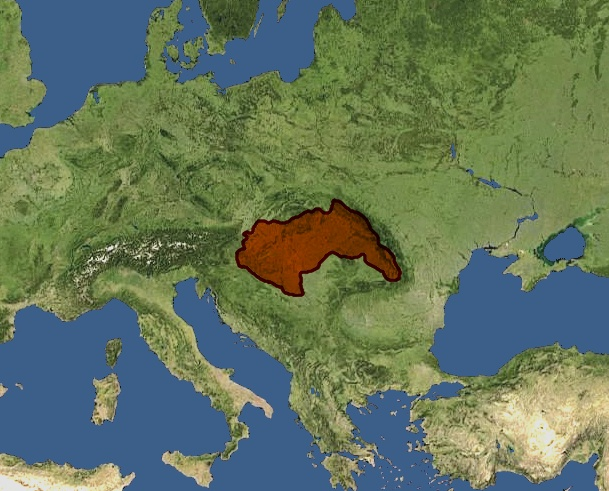
1941-1944年